# Ichthyodes leucostictica
Ichthyodes leucostictica là một loài bọ cánh cứng trong họ Cerambycidae.